# São Vicente e Granadinas
São Vicente e Granadinas (em inglês:  Saint Vincent and the Grenadines, pronunciado: [seɪnt ˈvɪnsənt ænd ðə ɡrɛnəˈdiːnz] (escutarⓘ)) é um país do Caribe localizado nas Pequenas Antilhas. Sua população estimada em 2018 é de 110,211 habitantes. Constituído pela ilha de São Vicente e pelos dois terços norte da cadeia das Granadinas. Tem fronteiras marítimas com Santa Lúcia, a nordeste, e com Granada, a sudoeste, e é um dos países mais próximos de Barbados. De influência colonial britânica, é hoje parte da Commonwealth e do CARICOM. A capital é Kingstown (localizado na ilha de São Vicente), o principal centro urbano do território.
Com uma área de 389 km², seu território consiste principalmente na ilha de São Vicente e os dois terços restantes em Granadinas, que são uma cadeia de ilhas menores que se estende ao sul da Ilha de São Vicente, em direção a Granada. A ilha principal de São Vicente mede 18 km de comprimento, 11 km de largura e 344 km² de área. As ilhas Granadinas, em sua totalidade, abrangem 60,4 quilómetros, com uma área total de 45 km². A maior parte da nação se encontra dentro do Cinturão de furacões.

## História

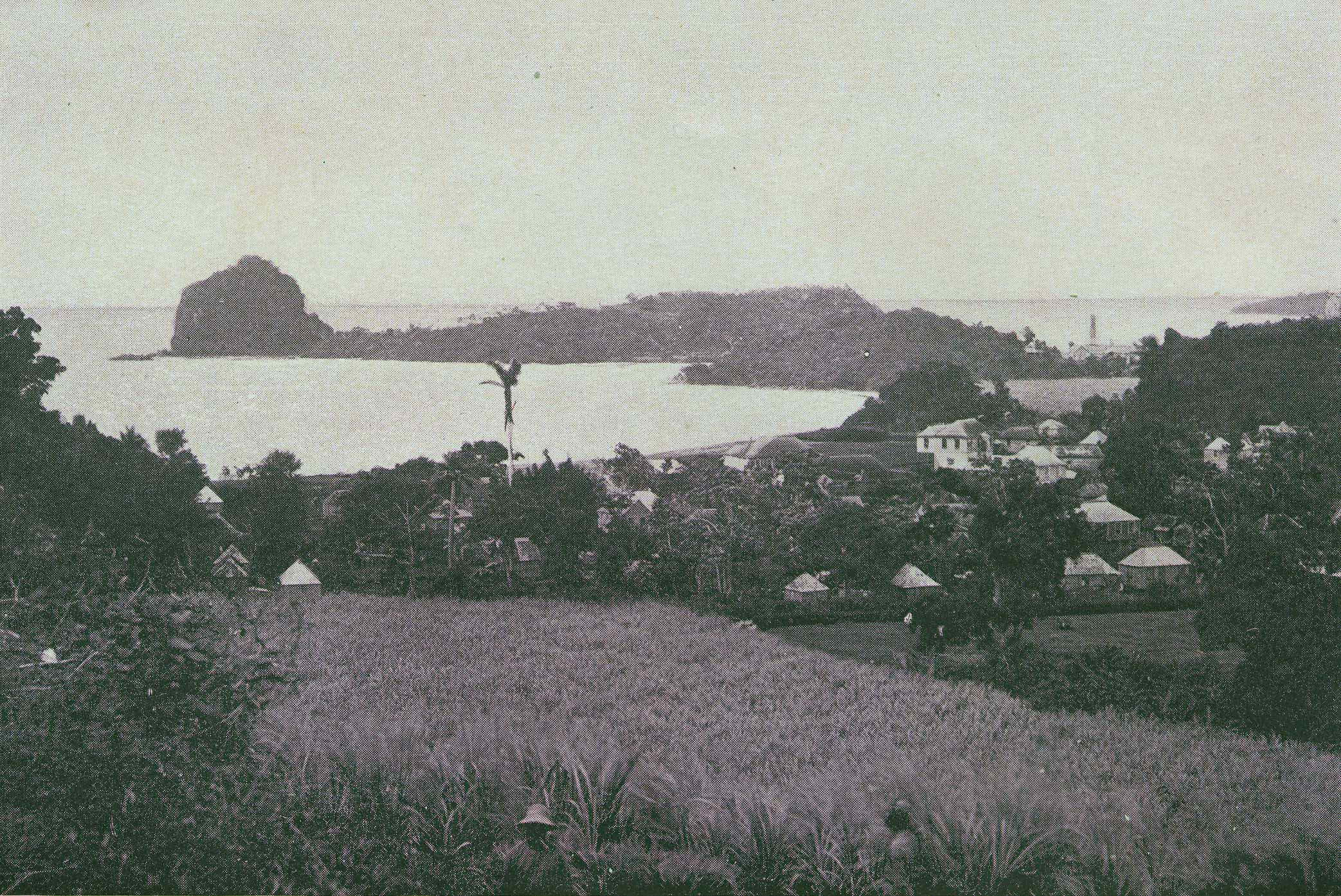
Kingstown, São Vicente, anos 1890

Índios Caribes impediram agressivamente a colonização de São Vicente até ao século XVIII. Africanos escravizados — naufragados ou foragidos de Barbados, Santa Lúcia e Granada, e procurando refúgio em São Vicente, ou Hairouna como era chamada originalmente pelo Caribes — misturaram-se com os Caribes, tornando-se conhecidos como Garifuna. A partir de 1719, colonizadores franceses começaram a cultivar plantações de café, tabaco, índigo, algodão e açúcar, utilizando maioritariamente mão de obra escrava. Em 1763, São Vicente foi cedida à Grã-Bretanha. Restaurado o domínio francês, em 1779, a ilha foi novamente recuperada pelos britânicos sob o Tratado de Paris (1793) no qual a Grã-Bretanha reconhecia oficialmente o fim da Revolução Americana. Tratados paralelos foram também assinados com França e Espanha, ficando conhecidos como os Tratados de Versalhes (1783), parte dos quais punha São Vicente nas mãos dos britânicos. Conflitos entre os britânicos e garifunas continuaria, no entanto, até 1765, quando o General Ralph Abercromby esmaga uma revolta liderada pelo radical francês Victor Hugues. Mais de 5 mil garifunas foram eventualmente deportados para Roatán, uma ilha ao largo das Honduras.
A escravatura na ilha foi abolida em 1834. Depois de um período de integração (apprenticeship), que acabou prematuramente em 1838, a redução da força de trabalho das plantações estimulou a imigração de trabalhadores contratados. Portugueses oriundos da Ilha da Madeira vieram a partir de 1840 e imigrantes das Índias Orientais chegaram entre 1861 e 1880. As condições eram penosas tanto para os ex-escravos quanto para os imigrantes contratados, pois os baixos preços do açúcar mantiveram a economia estagnada até a virada do século.
De 1763 até a independência, São Vicente mudou diversas vezes seu status de colônia britânica. Uma assembleia de representantes foi instalada em 1776, um governo colonial da coroa foi instalado em 1877, um conselho legislativo foi criado em 1925 e o sufrágio universal adulto foi garantido em 1951. Após um referendo em 1979, São Vicente e Granadinas tornou-se independente no dia 27 de outubro de 1979.

## Geografia
São Vicente e Granadinas limita-se com Barbados a oeste, Santa Lúcia ao norte e Granada ao sul, através das ilhas de barlavento das Pequenas Antilhas, um arco insular do mar do Caribe. As ilhas de São Vicente e Granadinas incluem a ilha principal de São Vicente, com 344 km² e os dois terços do norte das Granadinas, com 45 km², que são uma cadeia de ilhas menores que se estendem ao sul de São Vicente para Granada. Existem 32 ilhas e ilhotas que compõem São Vicente e Granadinas, sendo que nove são habitadas, incluindo as ilhas continentais de São Vicente e Granadinas: Ilhas Young, Bequia, Mustique, Canouan, Ilhas União, Mayreau, Petit São Vicente e Ilhas Palm. As proeminentes ilhas desabitadas das Granadinas incluem Petit Nevis, usada por baleeiros, e Petit Mustique.
A capital de São Vicente e Granadinas é Kingstown. A ilha principal de São Vicente mede 26 quilômetros de comprimento, 15 quilômetros de largura e 344 km² de área. Desde os pontos mais setentrionais até os mais meridionais, as ilhas Granadinas pertencentes a São Vicente medem 60,4 quilômetros, com uma área combinada de 45 km².
A ilha de São Vicente é vulcânica e densamente arborizada, e inclui pouco nível do solo. O lado barlavento da ilha é muito rochoso e íngreme, enquanto o lado sotavento tem mais praias e baías. O pico mais alto de São Vicente é o vulcão La Soufrière, com 1 234 metros. Outras montanhas importantes de São Vicente e Granadinas são Richmond Peak, Mount Brisbane, Colonarie Mountain, Grand Bonhomme, Petit Bonhomme e Mount St Andrew.

## Política
São Vicente e Granadinas é uma democracia parlamentar e monarquia constitucional, tendo como chefe de Estado o monarca britânico, presentemente Carlos III. O monarca não reside nas ilhas e é representado no país pelo Governador-geral de São Vicente e Granadinas, atualmente Sir Frederick Ballantyne.
O cargo de governador-geral possui inúmeras funções cerimoniais, incluindo a abertura do Parlamento de São Vicente e Granadinas e a nomeação de vários funcionários do governo. O controle do governo cabe ao primeiro-ministro e seu gabinete. O atual primeiro-ministro é Ralph Gonsalves, eleito em 2001 como chefe da Unidade do Partido Trabalhista.
O ramo legislativo do governo é o Parlamento de São Vicente e Granadinas, com 15 deputados, eleitos pelo voto popular, representando os distritos eleitorais e seis membros indicados, conhecidos como senadores. A legislatura é de cinco anos, embora o primeiro-ministro possa convocar eleições a qualquer momento. Os partidos políticos com representação parlamentar são o Novo Partido Democrático (NDP) e a Unidade do Partido Trabalhista.
O Poder Judiciário é dividido em tribunais distritais, a Suprema Corte do Caribe Oriental e o Conselho Privado do Reino Unido, em Londres, sendo o tribunal de última instância. O país não possui forças armadas formais. Em 2013, São Vicente e Granadinas foi uma das nações caribenhas a pedir reparações para as nações europeias, por conta do comércio de escravos.

### Forças armadas
São Vicente e Granadinas não tem forças armadas formais, embora a Real Força Policial de São Vicente e Granadinas inclua uma Unidade de Serviços Especiais que desempenha um papel de apoio na ilha. Em 2017, São Vicente e Granadinas assinou o Tratado sobre a Proibição das Armas Nucleare da ONU.

### Relações internacionais
São Vicente e Granadinas mantém laços estreitos com o Canadá, Reino Unido e os Estados Unidos, cooperando com organizações políticas e econômicas regionais, como a Organização dos Estados do Caribe Oriental (OECS) e a Comunidade do Caribe (CARICOM). Em 2020, a nação mantinha seis embaixadas em três continentes, localizadas nas cidades de Taipé, em Taiwan, Londres, no Reino Unido, Washington D.C., nos Estados Unidos, Havana, em Cuba, Caracas, na Venezuela e Bruxelas, na Bélgica.
O país é membro das Nações Unidas, da Commonwealth, da Organização dos Estados Americanos e da Associação dos Estados do Caribe (ACS).
Em setembro de 2017, na 72ª Sessão da Assembleia Geral da ONU, o primeiro-ministro do país, juntamente com os representantes das Ilhas Salomão, Tuvalu e Vanuatu, pediu uma ação da ONU sobre supostos abusos dos direitos humanos cometidos aos indígenas papuanos da Nova Guiné Ocidental. A Nova Guiné Ocidental está ocupada pela Indonésia desde 1963.

## Subdivisões

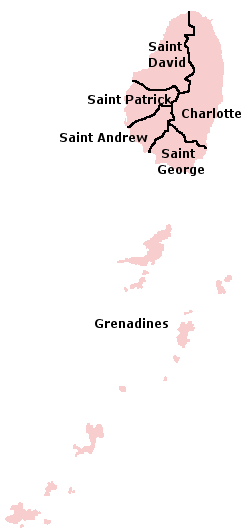
Mapa político de São Vicente e Granadinas

São Vicente e Granadinas se divide politicamente em seis paróquias (ou municípios), as respectivas capitais estão entre parênteses:
- Charlotte (Georgetown)
- Saint Andrew (Layou)
- Saint David (Chateaubelair)
- Saint George (Kingstown)
- Saint Patrick (Barrouallie)
- Grenadines (Port Elizabeth)

Todas as paróquias são administradas a partir da cidade de Kingstown, capital do país.
Todas as paróquias, exceto Grenadines, estão localizadas na ilha de São Vicente.

## Demografia
A população de São Vicente e Granadinas foi estimada, em julho de 2013, em 103 220 habitantes. Conforme dados da mesma estimativa, a composição étnica no país é de 66% de ascendência africana, 19% mestiça, 6% de origem indiana, 4% de ascendência europeia (principalmente portugueses), 2% ameríndia-caribenha e 3% de outras etnias. A maioria dos são-vicentinos são descendentes de africanos trazidos como escravos para a ilha, para trabalhar em plantações. Há outros grupos étnicos, tais como portugueses e indianos, ambos trazidos para trabalhar nas plantações após a abolição da escravatura pela coroa britânica na ilha.

## Economia

Principais produtos de exportação de São Vicente e Granadinas em 2019.

A economia de São Vicente e Granadinas é baseada na agricultura, dominada pela produção de banana. O setor de serviços, baseado na maior parte em uma indústria turística crescente, é também importante. O governo foi relativamente mal sucedido em introduzir indústrias novas para diminuir a taxa de desemprego elevada (de 22%).
A dependência que a economia tem de uma única colheita representa o maior obstáculo para o desenvolvimento do país; as tempestades tropicais de 1994 e 1995 destruíram parcelas substanciais das colheitas e quase derrubaram o país, provando sua instabilidade.
O turismo tem potencial considerável para se desenvolver. O crescimento recente foi estimulado pela atividade intensa do setor da construção e por uma melhoria nos serviços de turismo. Há também um setor manufatureiro ainda pequeno e um setor financeiro em expansão.